# Никарагва на Светском првенству у атлетици на отвореном 2019.
Никарагва је учествовала на 17. Светском првенству у атлетици на отвореном 2019. одржаном у Дохи од 27. септембра до 6. октобра седамнаести пут, односно учествовала је на свим првенствима до данас. Репрезентацију Никарагвe представљала је 1 атлетичарка која се такмичила у трци на 400 метара., .
На овом првенству такмичарка Никарагве није освојила ниједну медаљу нити је остварила неки резултат јер је дисквалификована.

## Учесници
Жене:
- Ingrid Yahocza Narváez Solis — 400 м

## Резултати

### Жене
| Атлетичарка                  | Дисциплина | Лични рекорд | Квалификације    | Квалификације    | Полуфинале            | Полуфинале            | Финале                | Финале                | Детаљи |
| Атлетичарка                  | Дисциплина | Лични рекорд | Резултат         | Место            | Резултат              | Место                 | Резултат              | Место                 | Детаљи |
| ---------------------------- | ---------- | ------------ | ---------------- | ---------------- | --------------------- | --------------------- | --------------------- | --------------------- | ------ |
| Ingrid Yahocza Narváez Solis | 400 м      | 55,18        | Дисквалификована | Дисквалификована | Није се квалификовала | Није се квалификовала | Није се квалификовала | Није се квалификовала |        |